# Axel Milberg
Axel Milberg (ur. 1 sierpnia 1956 w Kilonii)  – niemiecki aktor, pisarz oraz lektor audiobooków.
Milberg jest synem lekarki i prawnika. Dorastał w dzielnicy Düsternbrook. W latach 1975–1979 studiował filozofię, literaturę i teatrologię na Uniwersytecie Christiana Albrechta w swoim rodzinnym mieście. W latach 1979–1981 studiował aktorstwo w Otto-Falckenberg-Schule w Monachium. W latach 1981–1998 był członkiem zespołu monachijskiego teatru Kammerspiele. W kinie zadebiutował w 1981 roku w filmie Neonstadt.
Od 2003 roku wciela się w postać kilońskiego komisarza Klausa Borowskiego w serialu kryminalnym Tatort. W latach 2007–2009 roku odgrywał główną rolę wiejskiego lekarza w niemieckiej adaptacji serialu Dr. Martin, za którą otrzymał Bawarską Nagrodę Telewizyjną.

## Wybrana filmografia[2]
- 1995: Po piątej w dżungli jako Wolfgang, ojciec Anny

- 1997: 14 dni dożywocia jako Kleinschmidt
- 2001: Leo i Klara jako Maisel
- od 2003: Tatort jako komisarz Klaus Borowski
- 2008: O dzielnym krawczyku jako król Ernst
- 2012: Hannah Arendt  jako Heinrich Blücher
- 2013: Wilgotne miejsca jako ojciec Helen
- 2016: Filary władzy jako Samuel
- 2023: Sebastian Fitzek: Terapia jako dr Gessl

## Nagrody
- 2008: Bayerischer Fernsehpreis
- 2008: Corine
- 2012: Grimme-Preis
- 2012: Goldene Kamera